# パナソニックの業務用モニター
パナソニックの業務用モニター（パナソニックのぎょうむようモニター）ではパナソニック製の業務用モニターを列挙する。

## 概要
品番末尾のKはブラック、Sはシルバーでシルバーは受注生産品。PFはフルハイビジョンモデル、PH・PDはハイビジョン（非フルハイビジョン）モデル、PSは非ハイビジョンモデル。プラズマディスプレイはパネルから出る赤外線がワイヤレスマイクなどの赤外線使用機器に干渉するため通信障害が発生するが品番に「R」が入っているモデルは赤外線を抑えるガラスを採用し、影響を最小限にとどめている。ハイビジョン廉価版モデルのPDシリーズを除いてファンクションスロット方式を採用しており、必要に応じて拡張ボードを差し込む形になる。ボードタイプの地上アナログチューナーもあるが、フルハイビジョンモデルには使用できないようになっている。その後ボードタイプの地上デジタルチューナーも発売されている。
なおこの製品は多くの鉄道駅や各種店舗などが情報掲示やプレゼンテーション用として幅広く採用している。当然のことながら、個人での購入はできない（ただし、一部製品では個人購入ができる場合もある）。
プラズマディスプレイはプラズマVIERAとともに2013年末をもってすべて生産終了し、以後は液晶モデルのみとなっている。
パナソニックコネクトは、2025年3月をもって業務用モニター・プロジェクター事業をオリックスに売却する予定である。

## 製品

### 4K2Kプラズマディスプレイ
- TH-152UX1（国内では最大級の画面サイズでアスペクト比が17:9、解像度が4096×2160となっており、フルハイビジョンパネルの4倍の情報量を表示可能としている）

### フルハイビジョンプラズマディスプレイ
- TH-P103MT2（2010年12月発売。3Dディスプレイ、専用3D眼鏡1個付属。外付けチューナー用スロット・スピーカー・アンプは非搭載の為、デジタル放送視聴には3Dディーガ及びホームシアター接続が別途必要）
- TH-103PF12
- TH-85PF12
- TH-65PF12KR
- TH-58PF12KR
- TH-65PF11KR
- TH-58PF11KR
- TH-50PF11KR
- TH-42PF11K
- TH-103PF10K
- TH-103PF10L（映り込み軽減モデル）
- TH-65PF10KR（2008年10月生産終了）
- TH-50PF10KR（2008年10月生産終了）
- TH-103PF9K（2007年12月生産終了）
- TH-65PF9RK（2007年12月生産終了）
- TH-50PF9K（2007年12月生産終了）

103V型の購入に関する注意事項には「表示させるコンテンツはハイビジョン相当以上を推奨」が追加されている。
2007年9月には103V・65V型が日立製作所にOEM供給されている。

### ハイビジョンプラズマディスプレイ
- TH-50PH11KR
- TH-42PH11KR
- TH-50PD12
- TH-42PD12
- TH-50PH11KR
- TH-42PH11KR/K
- TH-58PH10KR（2008年10月生産終了）
- TH-50PH10KR/SR（2008年5月生産終了）
- TH-42PH10KR/SR（2008年5月生産終了）
- TH-37PH10KR/SR（2008年5月生産終了）
- TH-50PH9RK/S（2007年5月生産終了）
- TH-42PH9RK/S（2007年5月生産終了）
- TH-37PH9K/S（2007年5月生産終了）

### プログレッシブワイドプラズマディスプレイ
以下のモデルは852×480画素で、ハイビジョンの画素数（垂直画素数が650以上）を満たしていない。
- TH-42PS10K/S（2008年5月生産終了）
- TH-42PS9K/S（2007年5月生産終了）
- TH-42PS9RK/S（2007年5月生産終了）

### フルハイビジョン液晶ディスプレイ
- TH-47LF20J
- TH-42LF20J

### 液晶ディスプレイ
- TH-32LHD7K/S（2007年3月生産終了）